# Quartier Giraudeau
Pour les articles homonymes, voir Giraudeau.
Le quartier Giraudeau, parfois appelé quartier Général-Renault ou Giraudeau-Maryse-Bastié, voire plus simplement Giraudeau-Bastié, est un quartier français de la ville de Tours. Situé à l'ouest de la commune, c'est un quartier populaire qui compte près de 4 800 habitants en 2020. Longtemps un terrain en friche, le quartier est industrialisé au début du  XXe siècle avant d'être surtout urbanisé après la Seconde Guerre mondiale. Il est limité par le Cher au sud, la commune de La Riche à l'ouest, le rue du Plat d’Étain au nord et enfin la rue Giraudeau à l'est, tel que défini par l'Insee dans son partage de la commune en 22 IRIS.
On trouve au cœur du quartier Giraudeau plusieurs cités de logements sociaux, qui figurent parmi les premiers de la ville. Ils ont été construits à partir des années 1920 et surtout des années 1950 pour les premiers logements collectifs, ce qui fait du quartier un précurseur avant l'aménagement de grands ensembles bien plus vastes. De nombreux ouvriers et militaires peuplent alors le quartier. Le secteur Maryse-Bastié est aujourd'hui inclus parmi les quartiers prioritaires de la politique de la ville et compte près de 2 000 habitants. 
Au nord du quartier Giraudeau, on trouve les anciennes casernes militaires de Beaumont-Chauveau, abandonnées en 2009. L'espace laissé libre donne naissance à un projet de quartier urbain de plus de dix hectares qui s'inscrit dans une ambition de réhabilitation urbaine. Ce projet de quartier mixte est entre autres à destination de l'Université de Tours, en plus de logements et bureaux d'entreprises. Il devrait être totalement achevé en 2023.

## Histoire

### Origines industrielles

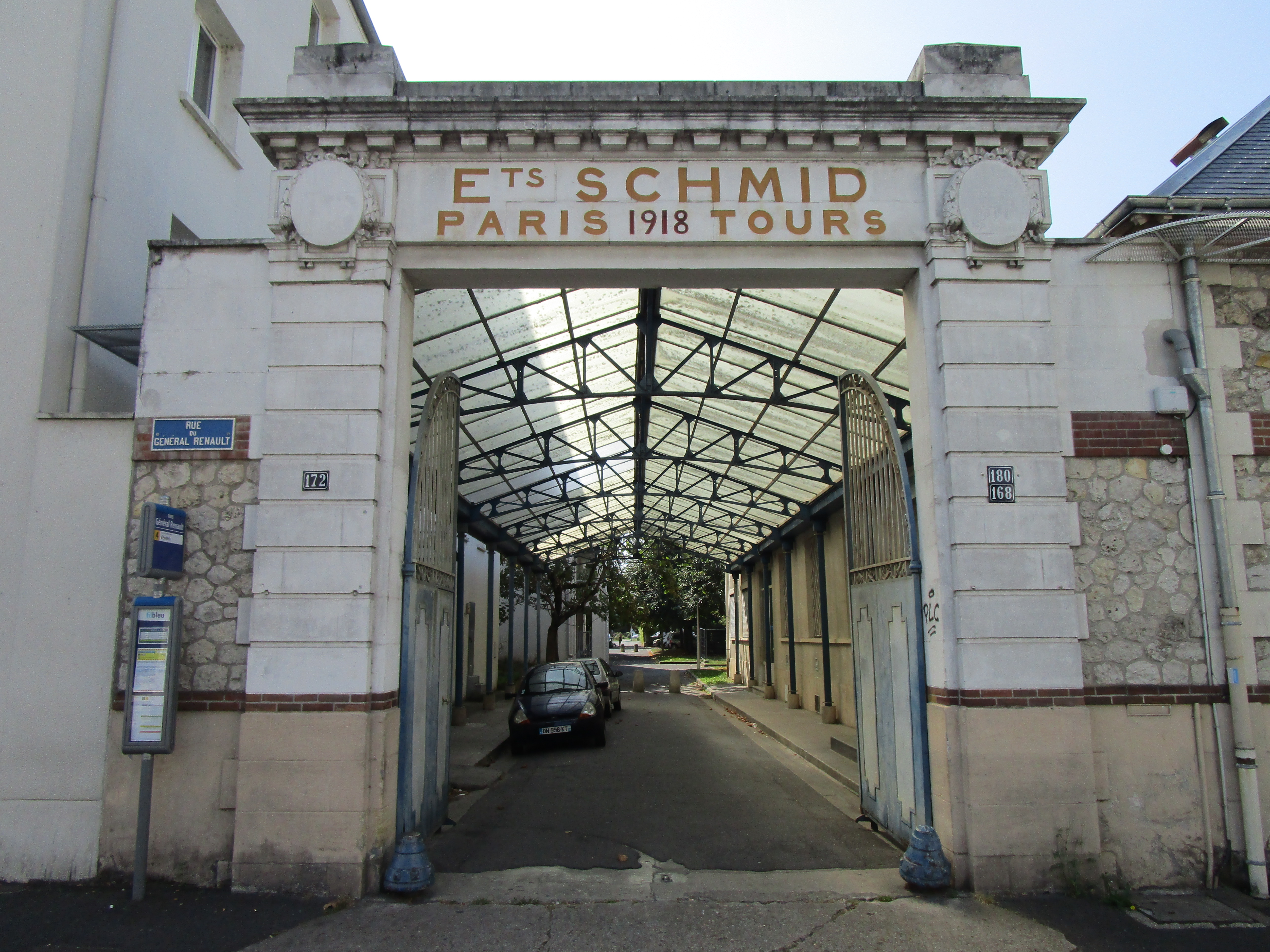
Le portail d'entrée des anciens établissements Schmid.

L’emplacement de l'actuel quartier Giraudeau était très peu urbanisé avant le XXe siècle, sa situation aux limites extérieures de la ville de Tours ayant longtemps nuit à son développement. Des travaux archéologiques ont toutefois mis en évidence une présence ancienne au nord du quartier, sur un emplacement accueillant plus tard des casernes militaires. En effet, des vestiges de l'ancienne abbaye Notre-Dame, construite en 1002 et occupée par des bénédictins, ont été découverts sur le site.
Le nom du quartier est tiré de la rue Giraudeau, qui marque la frontière Est du quartier. Il est aussi parfois appelé « quartier Général-Renault », nom de la principale rue qui traverse le cœur du quartier d'est en ouest. À l'origine, le quartier abrite surtout les lignes de chemins de fer, des entreprises ferroviaires et d'autres petites entreprises industrielles. Elles sont principalement orientées vers la métallurgie, la production de goudron, de matériaux de construction et de cartons et papiers notamment. 

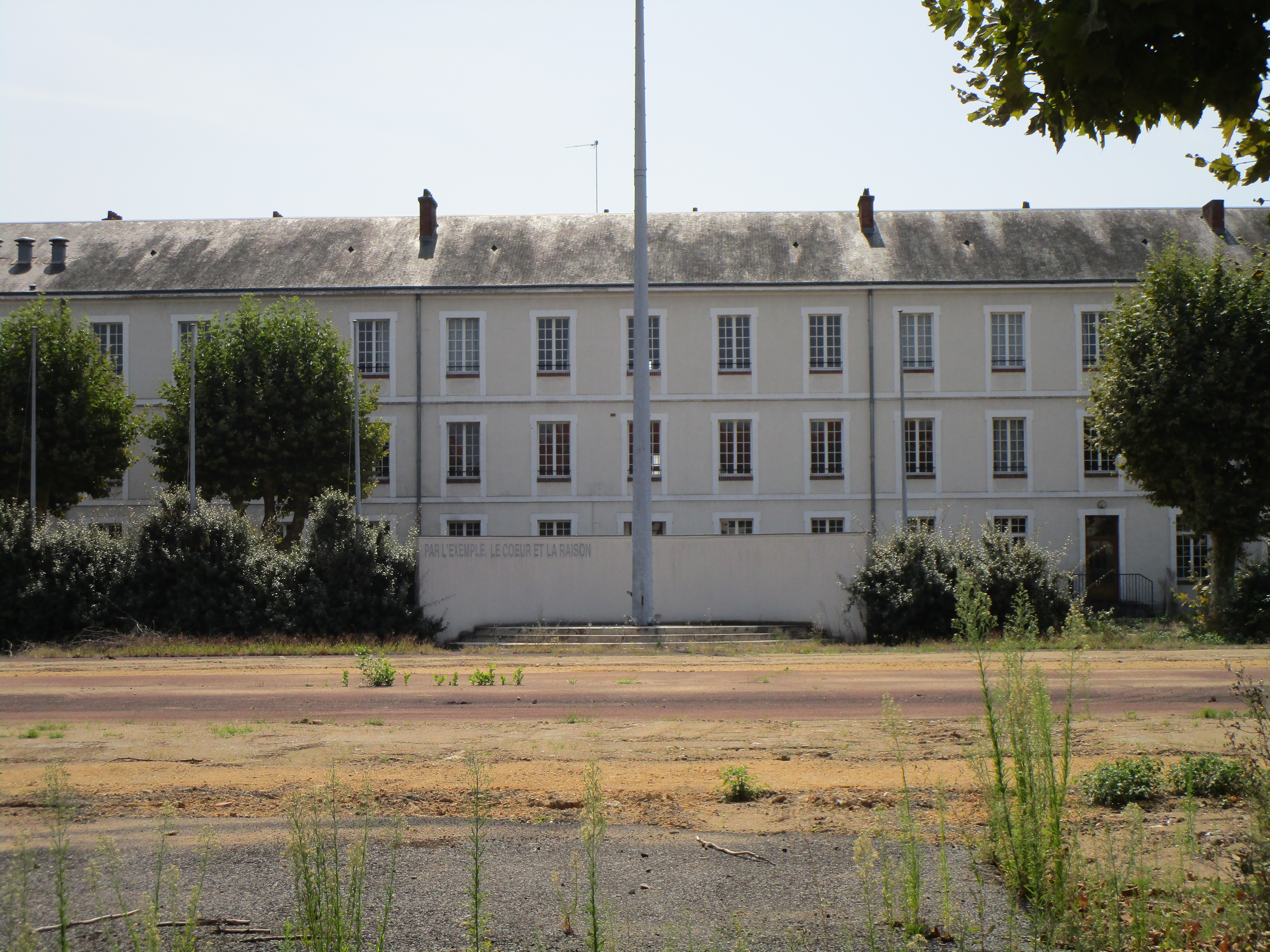
L'ancienne caserne Beaumont.

Les établissements Schmid sont longtemps les plus importantes industries du quartier. Situé depuis 1918 sur la rue du Général-Renault, le site de six hectares fabrique des récipients métalliques. Victime du ralentissement économique qui suit les pics pétroliers, les établissements n'emploient plus que 450 personnes en 1980 contre plus de mille à la fin des années 1930. Ils sont définitivement fermés en 1985 mais le portail et la verrière d'entrée sont conservés en mémoire,. 
À la limite ouest du quartier, l'usine de métallerie Voyer se dressait à proximité de la jonction entre le boulevard Tonnellé et l'avenue du Prieuré ainsi qu'une usine à gaz construite en 1953. Cette dernière possède une architecture imposante, culminant à 45 mètres de haut. Avec l'implantation progressive du gaz naturel en France, le site doit fermer dès 1969. La conversation des bâtiments est cependant défendue pendant près de vingt ans, étant donné son architecture atypique. Un projet pour le transformer en musée d'art à l'image du Tate Modern de Londres est soumis à l’État, mais faute de financement, l'idée est abandonnée et le site détruit à l'explosif en 1989,.
Le quartier connait surtout un important passé militaire, avec l'installation de deux casernes militaires dans sa partie nord. La caserne Chauveau est construite en 1875 entre les rues du Plat d’Étain et François Richer, et surtout la caserne Beaumont, bien plus imposante, est construite en 1913 sur des terrains appartenant à l'ancienne abbaye royale Notre-Dame, entre les rues du capitaine Pougnon et du Plat d’Étain. Jusqu'à 7 000 hommes y sont affectés.

### Maryse-Bastié
Le développement du quartier Giraudeau a surtout été impulsé par la décision de la ville de Tours d'y installer ses tout premiers logements sociaux. Trente-sept maisons individuelles en pierre sont bâties à partir de 1924, au nord-ouest de la rue du Général-Renault sur la rue du Sénateur-Belle. La « cité du Général-Renault » comporte 74 logements destinés aux ouvriers mal logés. Chaque maison est divisée en deux et comporte son propre jardin, ce qui rapproche le secteur d'une cité-jardin à l'anglaise. Précurseurs, ces travaux ont lieu alors que la notion de « logement social » est encore naissante en France. Certaines familles vivent encore dans ces maisons depuis leur construction, alors qu'elles sont considérées comme toujours adaptées aux besoins des habitants. 
Les premiers logements collectifs sociaux du quartier sont ensuite bâtis après la Seconde Guerre mondiale : l'organisme d'habitations à loyer modéré Tours Habitat y bâtit les cités Maryse Bastié (ancienne) et Petit Beaumont au milieu des années 1950. Avec 220 logements, l'ensemble est d'une taille modeste. Il s'agit du premier grand ensemble de la ville. La cité du Petit Beaumont loge les militaires de la caserne attenante au nord. Détruite en 2014, la cité fait place en 2016 à soixante logements collectifs repartis dans deux immeubles, et quinze maisons, le tout à « très haute performance énergétique ». Ils sont toujours destinés aux militaires affectés dans la ville. 
Après la guerre la cité Merlusine se trouvait au milieu de la rue Merlusine et était composée de baraquements en bois (démolis vers 1962) (comme la place de Strasbourg), le seul bâtiment en dur se situait à l'extrémité de la rue et faisait partie de la cité Maryse Bastié (ainsi nommée à l'époque). De part et d'autre de la rue Maryse Bastié, on a l'ancienne et la nouvelle Cité Maryse Bastié. 
Cependant, étant donné le très faible espace disponible dans la ville entre d'un côté les secteurs déjà urbanisés au nord et l'est, et de l'autre le Cher et la commune de La Riche au sud et à l'ouest, la ville décide de lancer le chantier du Sanitas en 1959. Malgré tout, la ville bâtit son dernier grand ensemble du quartier Giraudeau au début des années 1960, terminant l'urbanisation du secteur. Celui-ci comprend 360 logements et prend le nom de Maryse Bastié, aviatrice française.

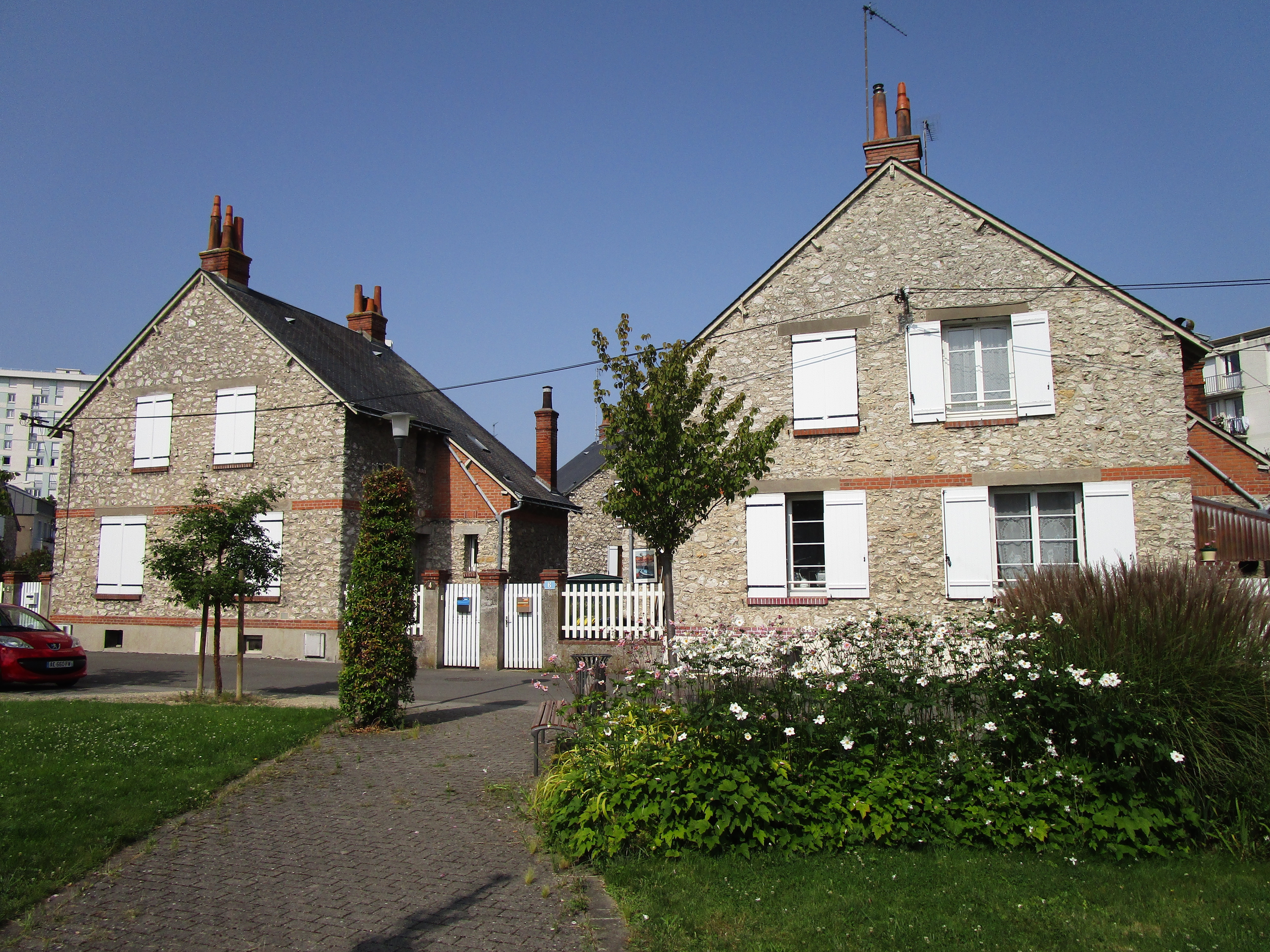
La cité Général-Renault.
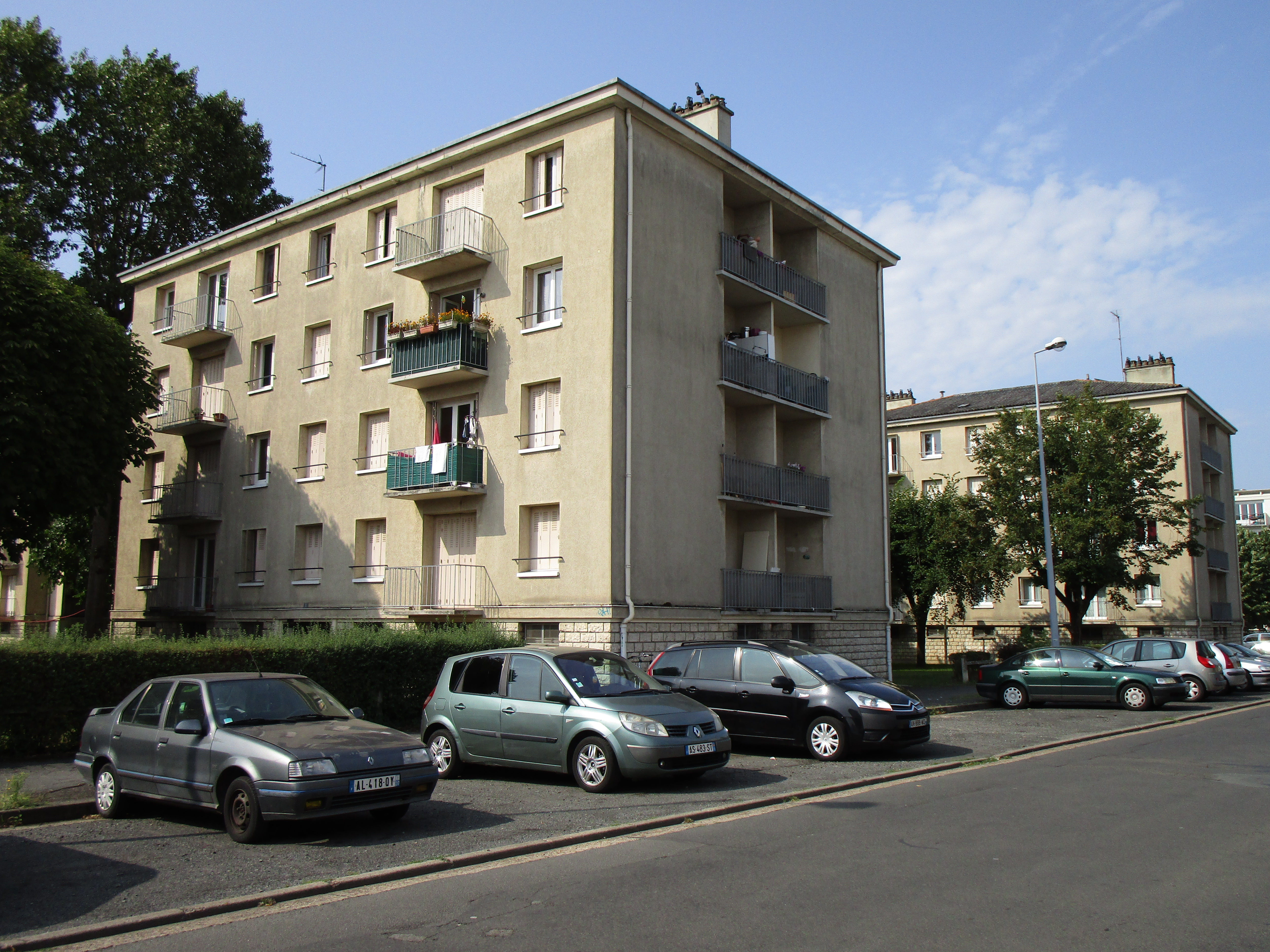
Partie nord de l'ancienne cité Maryse Bastié, en attente de rénovation (bâtiment situé rue Merlusine).
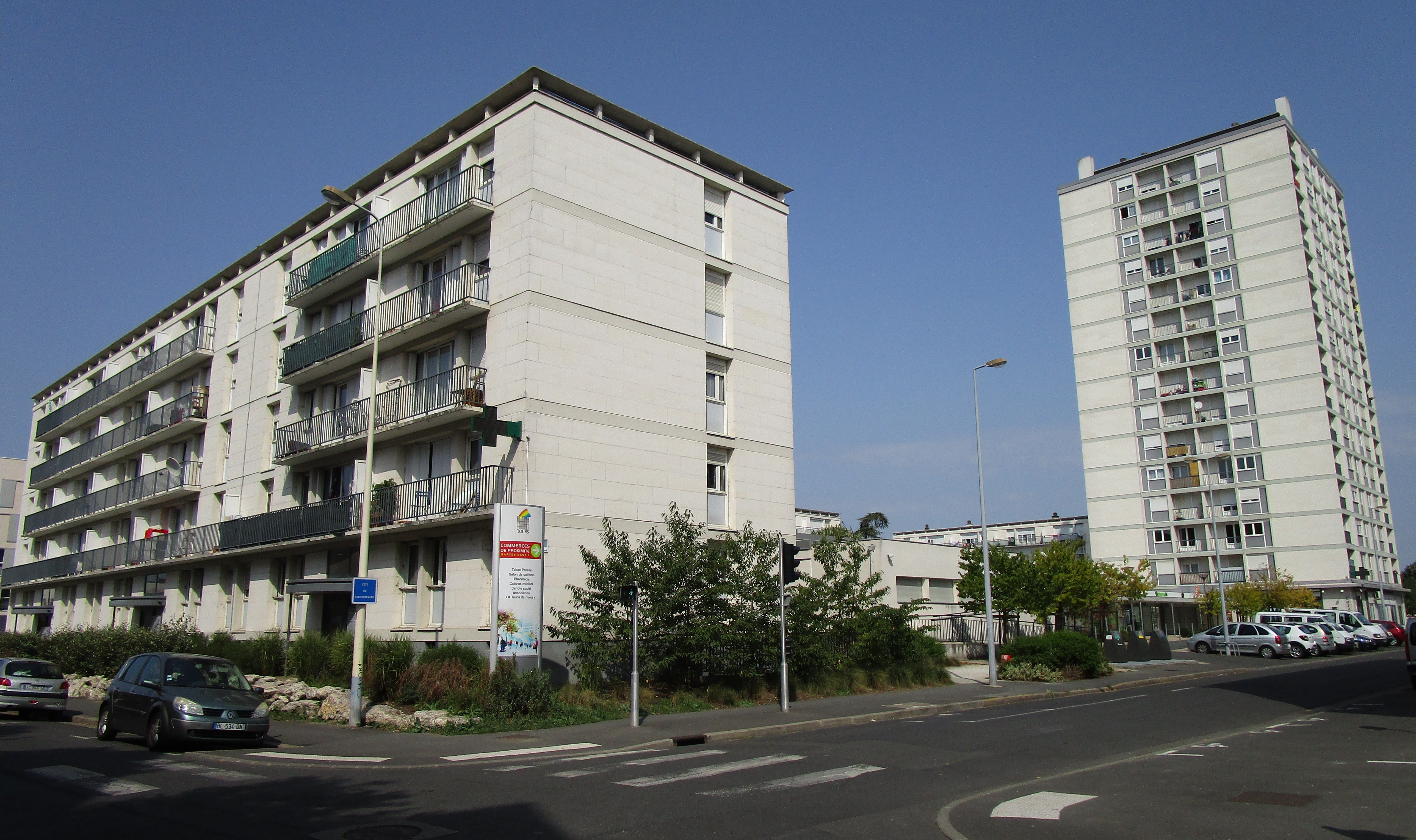
Vue de la cité Maryse-Bastié, livrée en 1961.
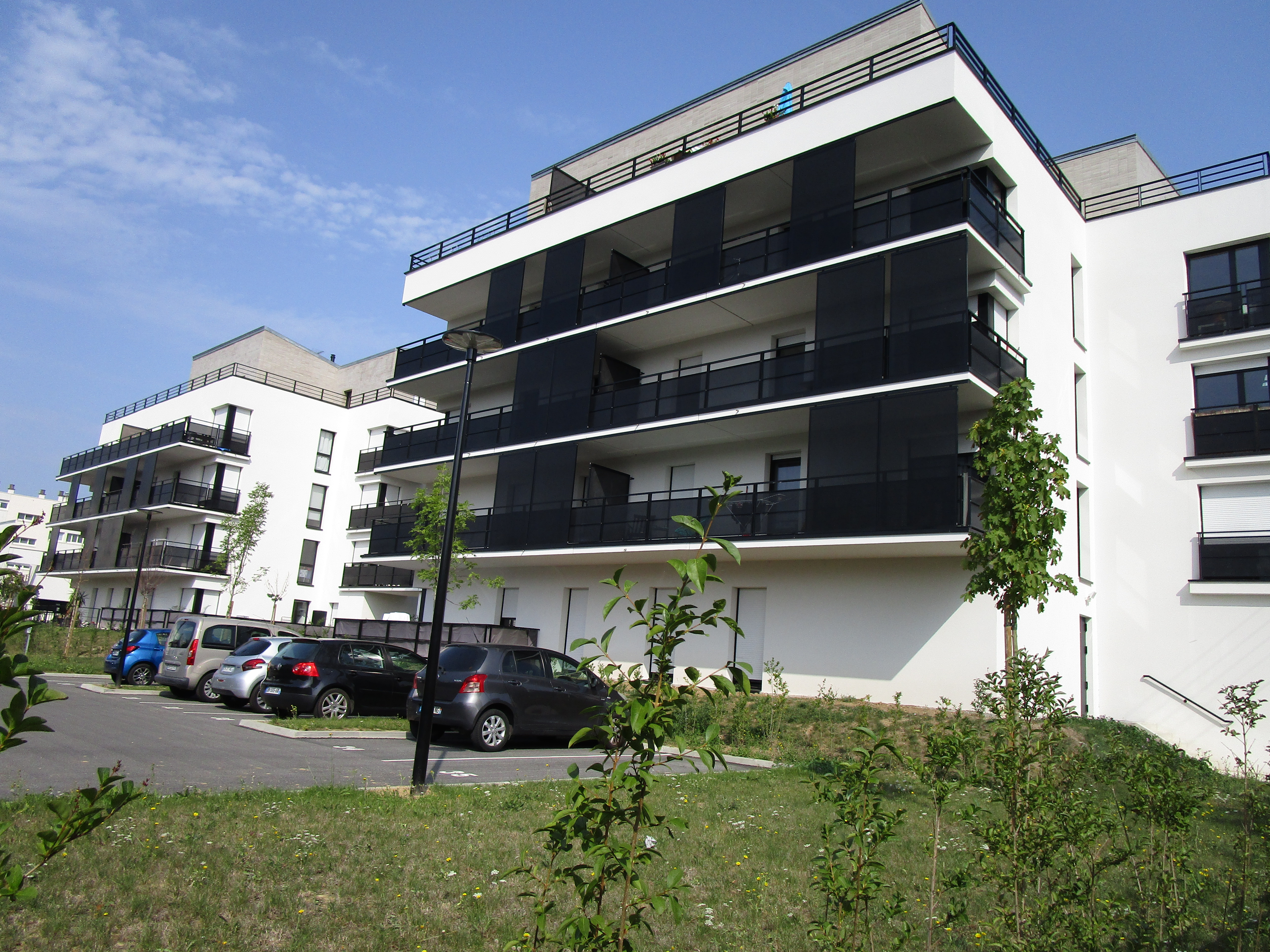
La nouvelle cité du Petit-Beaumont, livrée en 2014.

### Projet Beaumont-Chauveau

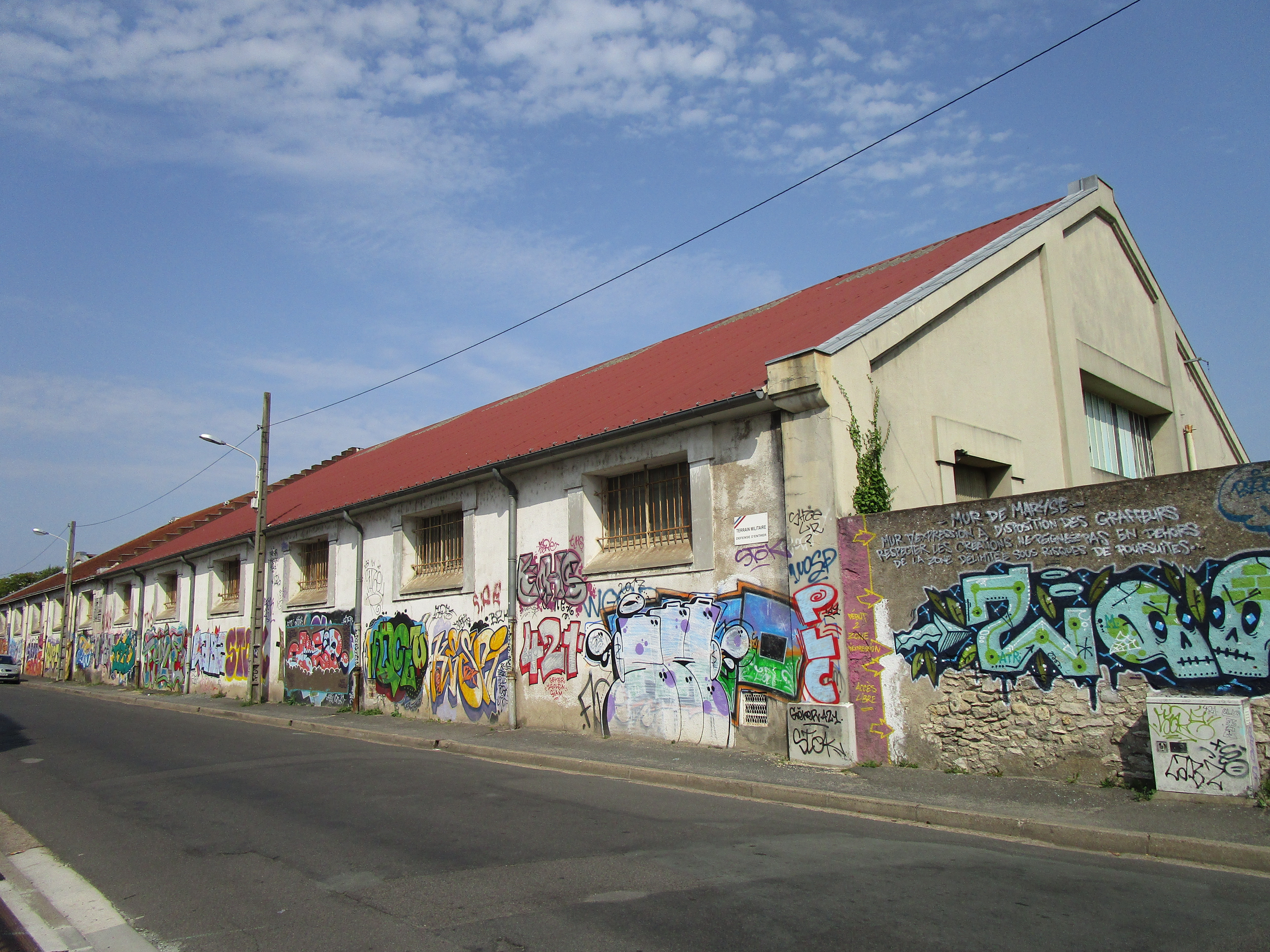
Vue de la partie sud de la caserne Beaumont.

En 2008, la réforme des armées prévoit le transfert de l'École de la logistique et du train de la caserne Chauveau née en 2004 et implantée à Tours, ainsi que la caserne Beaumont. Une étude est alors engagée par la ville de Tours pour reconvertir ces terrains militaires en quartier mixte. À partir de septembre 2009, le site sert d'annexe à l'UFR Médecine du site Tonnellé et des services centraux de l'Université de Tours qui s'installent dans des bâtiments rénovés de la caserne Beaumont. Dès 2011, le départ des militaires laisse 24 logements vides rue Adjudant Velin et rue du Sergent Leclerc. Ils sont détruits par la ville puis remplacés par des bâtiments modernes en 2016, qui comportent 75 logements toujours destinés aux militaires.
À cheval entre le quartier Giraudeau et le quartier Rabelais-Tonnellé, le projet prévoit de totalement revoir la circulation actuelle avec le tracé d'un nouveau maillage de rues et le prolongement du boulevard Jean Royer afin de favoriser l'insertion d'un transport en commun en site propre, potentiellement la seconde ligne de tramway. Des constructions auront lieu mais certains bâtiments militaires et les vestiges et de l'abbaye royale ne seront pas détruits. De même, l'emplacement de la place d'armes sera conservée pour devenir un jardin public de 11 000 mètres carrés.

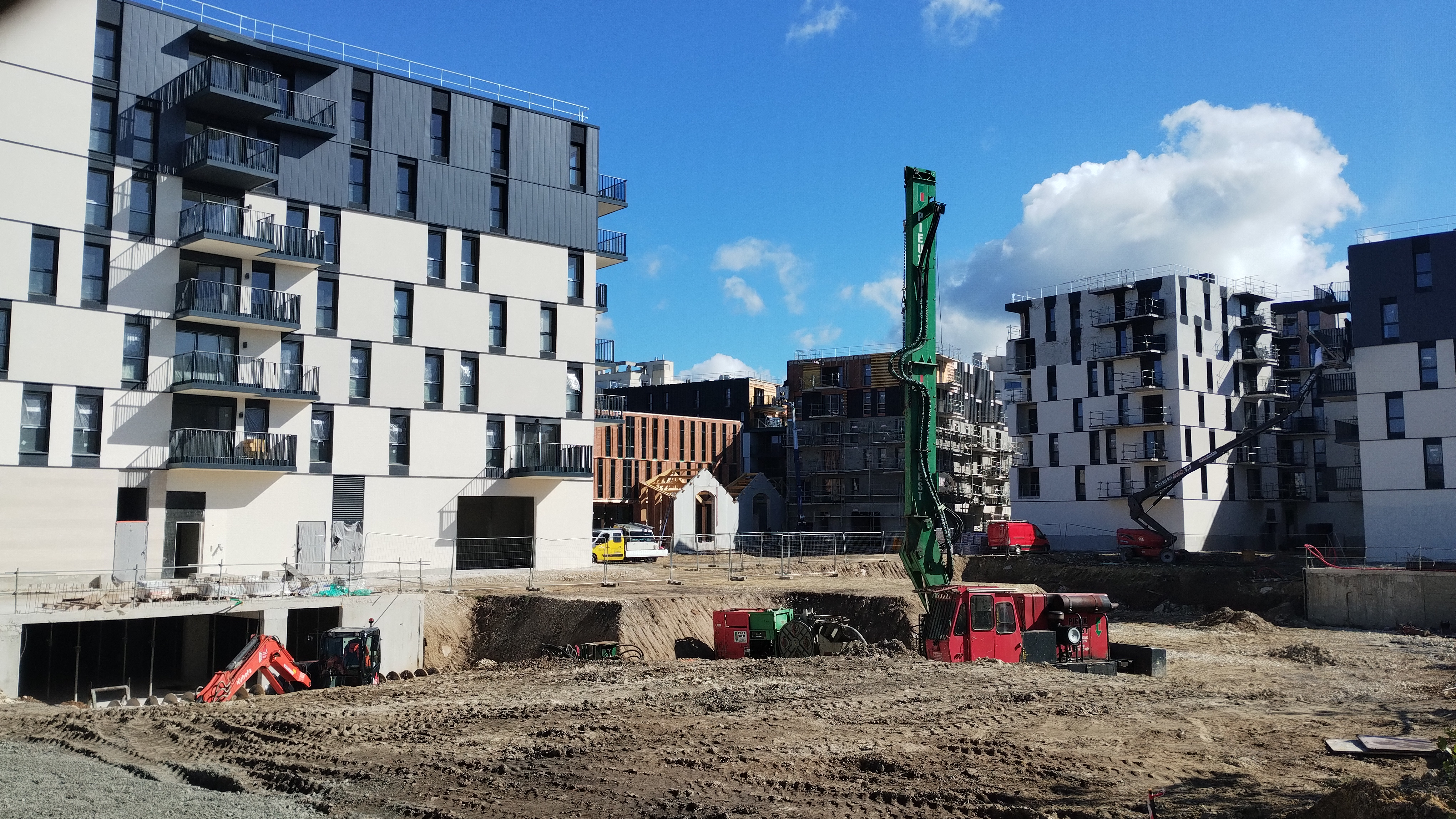
Avancée des travaux du Carré Rabelais en septembre 2024.

Le site abrite déjà les services de la présidence de l'Université, le siège de l'Université centre Val-de-Loire, ainsi que des logements d'étudiants (résidence Rabelais), un centre de recherche et un restaurant universitaire livrés en 2017. Dans le futur, le cœur du quartier devrait contenir un jardin public, des équipements collectifs, des commerces, des activités tertiaires et la direction des ressources humaines de l'armée de terre. Quelque 550 logements seront également implantés sur le site, dont 10 % de baux sociaux et 10 % d'accession sociale à la propriété. De plus, le Centre chorégraphique national et la nouvelle école primaire Maryse-Bastié devraient s'installer dans le secteur. 
Le projet est toutefois plusieurs fois repoussé, le temps que la ville rachète à l’État les terrains à un prix préférentiel. La transaction a été rendue plus difficile par l’État à la suite de la décision du maire de Tours Serge Babary de réduire le nombre de logements sociaux, initialement prévus à 40 % par l'ancien conseil municipal. En 2018, des fouilles ont lieu à proximité de l'abbaye et mettent en évidence une centaine de sépultures. Les bâtiments militaires sont détruits l'année suivante tandis que les premiers travaux ont débuté en 2022.
Les premiers habitants sont arrivés en mai 2025.

## Conditions de vie

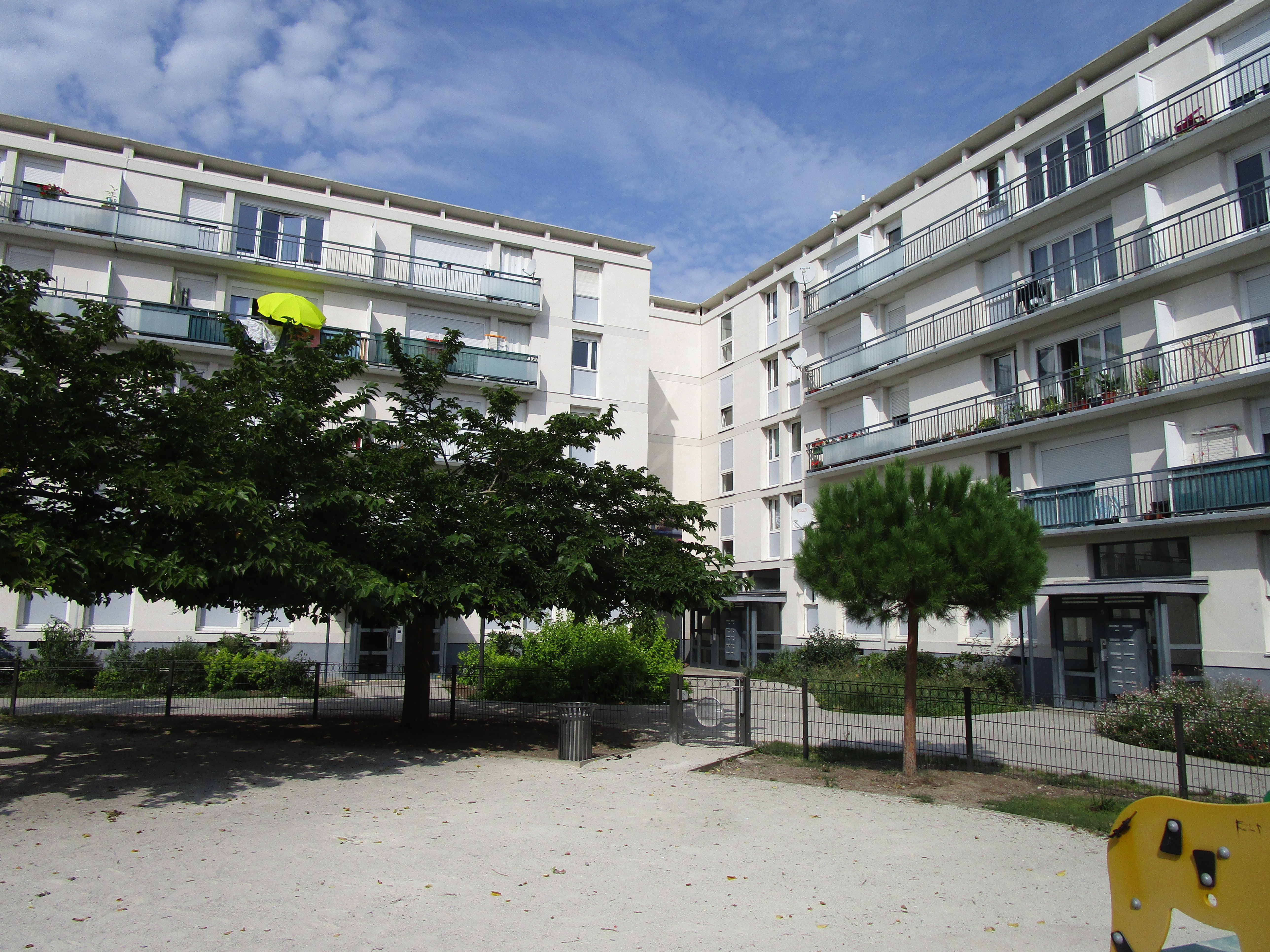
La place Montgolfier au sein de la cité Maryse-Bastié, après rénovation.

Le quartier Giraudeau est un quartier populaire, bien qu'il présente une certaine mixité sociale. Son urbanisation ayant été de concert avec le développement des habitations à loyer modéré, près de 48 % des logements du quartier sont à caractère social. Les revenus moyens des habitants sont assez bas : 17 900 euros par an et par ménage en moyenne, soit environ 1 492 euros par mois et par ménage. Ce dernier contient en moyenne 1,9 personne. Paradoxalement, le taux de chômage se situe à 14 % en 2009, soit le même que pour l'ensemble de la commune. Près de 66 % des salariés du quartier sont ouvriers ou employés et seuls 7 % des habitants sont propriétaires de leur logement. 
Au sein de Giraudeau, on trouve le secteur Maryse-Bastié qui est inclus parmi les quartiers prioritaires de la politique de la ville. Il compte 2 018 habitants en 2013, soit 44 % de la population du quartier. Celui-ci est relativement enclavé au sein de l'espace tourangeau. Au sud, les lignes de chemins de fer et le Cher forment une barrière, alors qu'au nord les casernes de Beaumont-Chauveau isolent Maryse-Bastié des autres quartiers résidentiels. Le projet de transformation des anciennes casernes est supposé aider à désenclaver le quartier. Particulièrement vieillissant, les logements sociaux de Maryse-Bastié sont rénovés à partir de 2006 puis les places Montgolfier et René-Fonck sont réaménagées en 2013 et 2014. L'ancienne cité Maryse Bastié est également rénovée à partir de 2017.
Le quartier compte diverses associations, dont surtout le centre social Maryse-Bastié qui compte 238 familles adhérentes et 837 participants en 2016. Bien plus important, le centre social Giraudeau n'est pas situé dans le quartier (tout du moins, selon le découpage de l'Insee), mais de l'autre côté de la rue Giraudeau. Les deux centres sont gérés par l'association Giraudeau-Bastié, qui compte une trentaine de salariés.

## Économie et commerces

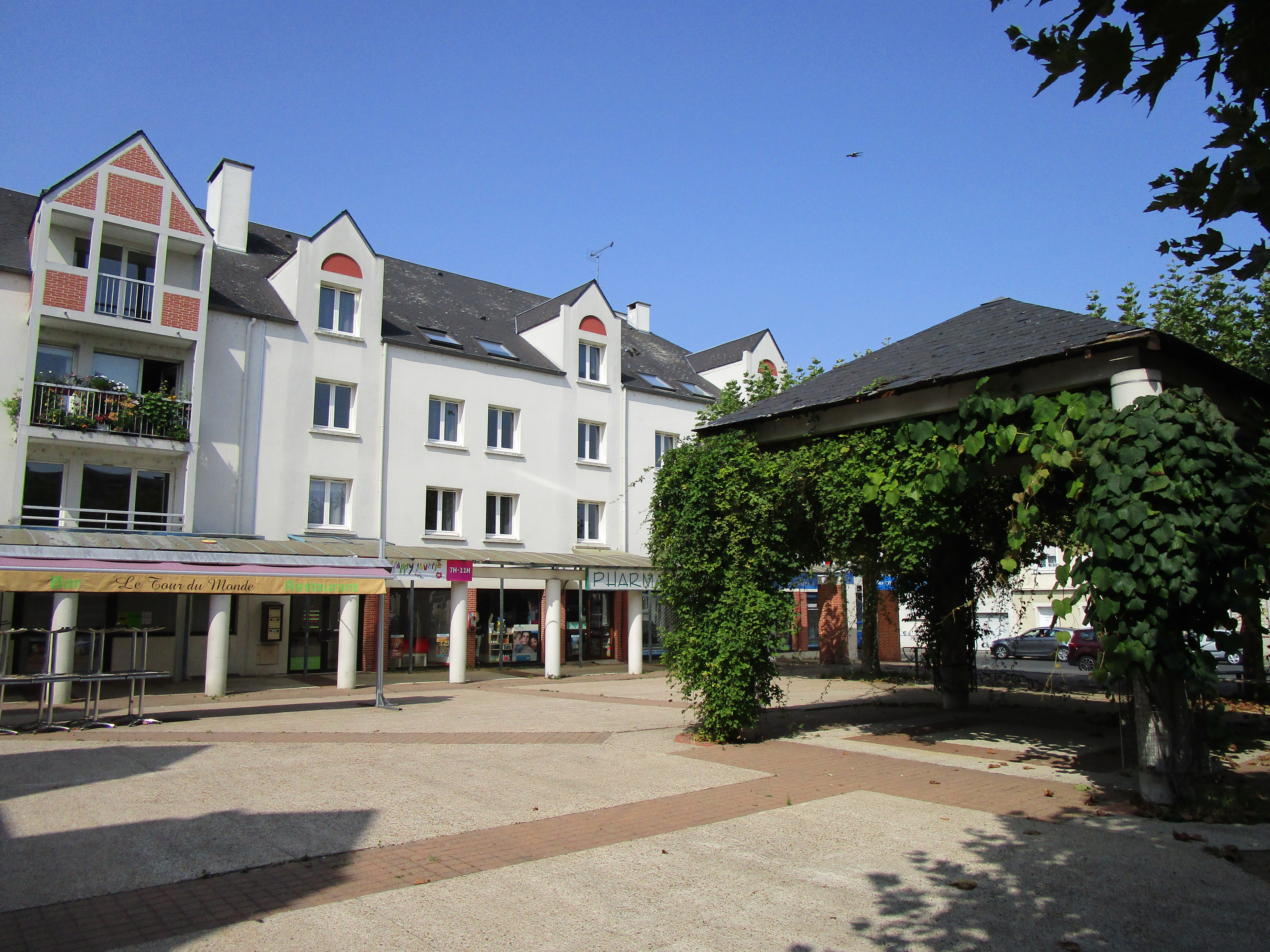
Le centre commercial de la place Henri Langlois, marquant l'entrée Est du quartier.

Le quartier Giraudeau est notamment le siège de la société d'économie mixte Maryse-Bastié, qui gère des logements sociaux, des studios étudiants et des bureaux d'entreprises présents en grand nombre dans le quartier, mais également dans le reste de l’agglomération tourangelle. Elle est détenue à près de 90 % par la ville de Tours et par la Caisse des dépôts et consignations. La SEM Maryse-Bastié est toutefois appelée à disparaitre à la suite de sa fusion le 1er juillet 2018 avec La Tourangelle, une filiale de l'office HLM de la ville. 
Quelques commerces épars sont présents à Giraudeau, dont notamment le centre commercial de la place Henri Langlois, qui marque l'entrée Est du quartier depuis la rue Giraudeau. À l'autre extrémité du quartier, on trouve au bout de la rue du Général-Renault quelques autres commerces, dont un Carrefour Market de 2 050 m2.

## Services publics
On trouve quelques services publics dans le quartier Giraudeau, dont notamment la « maison de services au public » sur la rue Maryse Bastié. Giraudeau est assez éloigné des principaux axes de transports publics, seule la ligne de bus no 4 de la compagnie de l'agglomération Fil bleu desservant le quartier.
Le futur quartier Beaumont-Chauveau pourrait toutefois être desservi par la seconde ligne du tramway de Tours d'ici 2028.

## Éducation
Le quartier compte plusieurs établissements d'enseignement, dont la petite école maternelle Giraudeau, avec 57 élèves en 2016, et l'école élémentaire Maryse Bastié avec 239 élèves la même année. On trouve aussi au cœur du quartier la Direction des services départementaux de l'Éducation nationale, ainsi qu'un centre de gestion agréé d'Indre-et-Loire.

## Campus du Plat d'Étain

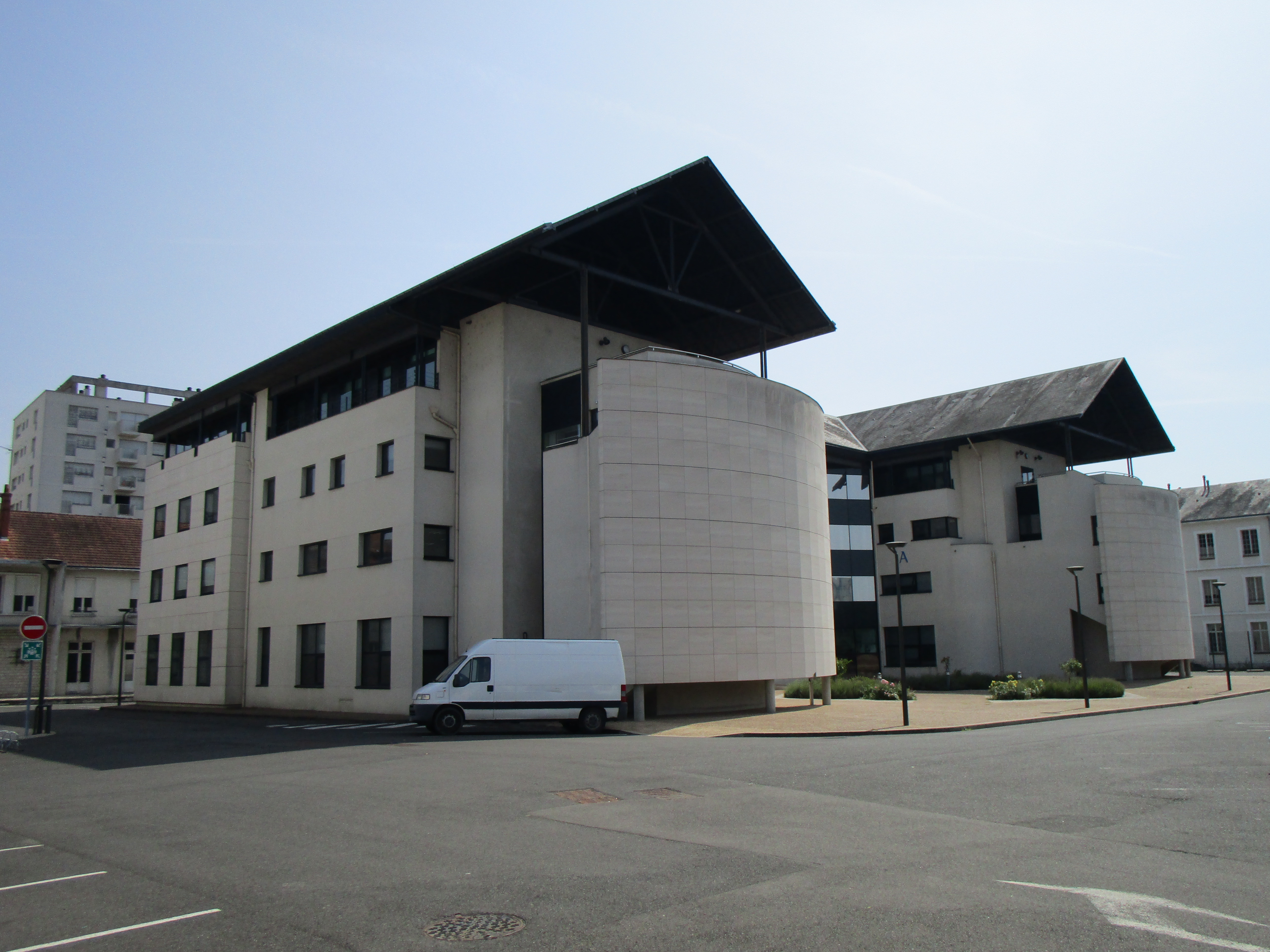
Le bâtiment A du campus du Plat d'Étain, qui accueille les services centraux de l'Université de Tours, sur l'ancienne caserne Beaumont.

Le campus du Plat d'Étain est partagé entre le quartier Giraudeau, au sud de la rue du Plat d'Étain, et le quartier Rabelais-Tonnellé au nord. Il est en plein développement depuis 2009 et l'abandon de la caserne Beaumont, que l'Université du Tours investit en partie pour y installer des services administratifs. Le projet de nouveau quartier Beaumont-Chauveau prévoit de plus l'installation d'équipements universitaires supplémentaires. 
- Présidence de l'Université de Tours
- Présidence de l'Université centre Val-de-Loire
- Services centraux et centres de direction
- Presses universitaires François-Rabelais
- Médecine universitaire
- CLOUS
- Studios de Radio Campus Tours
- Restaurant universitaire
- Résidence étudiante Rabelais, mise en service en septembre 2017, contenant 160 studios
- Résidence de l'alternance, également inaugurée en 2017, avec 45 logements destinés aux apprentis.